# خالد أحمد المضف
خالد أحمد جاسم المضف ، (1930 في الفحيحيل - 1 مايو 2009)، نائب سابق في مجلس الأمة الكويتي، ووزير كويتي سابق، وهو والد مهلهل المضف عضو مجلس الأمة الكويتي، ووالد وليد خالد المضف الذي تم تعيينه في المجلس الوطني في عام 1990 ، وقد كان من الموقعين على عريضة عبد العزيز حمد الصقر في عام 1989 المطالبة بعودة الحياة الدستورية في الكويت.

## بداياته
بدأ دراسته في المدرسة الشرقية، وانتقل منها إلى المدرسة المباركية ثم إلى دار المعلمين. وتنقل بعدها في المناصب التربوية من معلم إلى وكيل مدرسة، حتى أصبح ناظر للمدرسة الشرقية في عام 1960 ، وكان عضوا مؤسسا لنادي المعلمين.

## عمله الرياضي
كان من الأعضاء المؤسسين للنادي العربي ، كان ثاني رئيس للنادي العربي حيث ترأس النادي منذ عام 1961 وحتى 1967.

## عمله السياسي

### مجلس الأمة
خاض انتخابات مجلس الأمة الكويتي 1963 في الدائرة السابعة، وحصل على 540 صوت وحل بالمركز الثالث وفاز بالانتخابات لذلك أطلق اسم انتصار على ابنته المولودة حينها  وقد قدم قانون التعليم العالي الذي نتج عنه إنشاء جامعة الكويت ، وشارك في انتخابات مجلس الأمة الكويتي 1967 في الدائرة السابعة، وحصل على 720 صوت وحل بالمركز السادس وخسر بالانتخابات ، وشارك في انتخابات مجلس الأمة الكويتي 1975 في الدائرة السابعة، وحصل على 849 صوت وحل بالمركز التاسعة وخسر بالانتخابات ، وشارك في انتخابات مجلس الأمة الكويتي 1981 في الدائرة التاسعة، وحصل على 86 صوت وحل بالمركز التاسعة وخسر بالانتخابات ، وشارك في انتخابات مجلس الأمة الكويتي 1985 في الدائرة الأولى، وحصل على 277 صوت وحل بالمركز الخامس وخسر بالانتخابات.

### الوزارة
وقد تولى وزارة الشؤون الاجتماعية والعمل في الحكومة السادسة في عام [1967] حتى عام [1971]، وخلال عمله أصدر قرارا بإنشاء مبنى دور الرعاية الاجتماعية، وقرار الحضانة الاجتماعية الذي يحث الأزواج غير المنجبين على تبني الأطفال الأيتام.